# عبد الله بن الزبعرى
عبد الله بن الزِّبَعْرَى بن قَيْس السَّهْمي، يُكنَّى أبا سعد، من بني سَهْم من قبيلة قريش المُضَرية العدنانية. وهو شاعر قريش الأول، عُرف بحبِّه لقبيلته وتمسكه في الدفاع عنها والذب عن مآثرها، وكان لشعره دور كبير في مناهضة الدعوة الإسلامية والرد على شعراء المسلمين من مثل حسان بن ثابت وكعب بن مالك.

## نسبه
عبدالله بن الزِّبَعْرَى بن قَيْس بن عَدِي بن سعد بن سَهْم بن عَمرو بن سهم بن عَمرو بن هصيص بن كَعْب بن لؤي بن غالب بن فِهْر بن مالك بن النَّضْر بن كِنانة بن خُزَيمة بن مُدْرِكة بن إلياس بن مُضَر بن نِزار بن مَعَدّ بن عدنان.

## شعره
وثق في شعره معظم المعارك التي قامت بين النبي صلى الله عليه وسلم وقريش؛ من بدر وأحد والخندق وغيرها. هرب بعد فتح مكة إلى نجران، وهجاه حسان بن ثابت بأبيات جعلته يعيد النظر في موقفه من النبي ويتوجه إليه معتذرًا ومعلنًا إسلامه، فقبل منه النبي وخلع عليه حُلة. وقد مدح ابن الزبعرى النبي صلى الله عليه وسلم بمجموعة من القطع والقصائد، وشهد المشاهد في الإسلام، إلى أن توفي. تغلب على شعره النزعة الحماسية، ولا يكاد شعره يتجاوز وصف المعارك والمواقع والأحداث المتعلقة بمكة وقريش.
جمع شعره وحققه عبد الله الجُبُوري، باسم "شعر عبد الله بن الزِّبَعْرَى"، وللباحث صلاح كزَّارة نقد واستدراك على عمله.

## وفاته
توفي نحو 15 هـ الموافق نحو 636 م، في عهد الخليفة عمر بن الخطاب.